# Ischnochiton delicatus
Ischnochiton delicatus är en blötdjursart som beskrevs av Kaas 1991. Ischnochiton delicatus ingår i släktet Ischnochiton och familjen Ischnochitonidae.
Artens utbredningsområde är Nya Kaledonien. Inga underarter finns listade i Catalogue of Life.